# 沙朗圣昂塞尔姆
沙朗圣昂塞尔姆（法語：Challand-Saint-Anselme，法語發音：[ʃalɑ̃ sɛ̃t‿ɑ̃sɛlm]）是意大利瓦莱达奥斯塔大区的一个市镇。总面积27平方公里，人口750人，人口密度27.8人/平方公里（2009年）。ISTAT代码为007013。